# Zasada 5-4-3
Zasada 5-4-3 – stworzona przez standard ethernetowy IEEE 802.3. Określa ona limity dla sieci Ethernet: między dowolnymi dwoma komputerami (węzłami sieci) może być maksimum 5 segmentów sieci (fizycznych kabli, skrętka, lub koncentryk), 4 repeatery (hub, bridge) i jedynie 3 z 5 segmentów mogą być "obsadzone" stacjami końcowymi (czyli dwa segmenty mogą służyć jedynie do połączenia repeaterów). Całość tworzy tzw. domenę kolizyjną (p. kolizje w Ethernecie). Z zasady tej wynikają ograniczenia na fizyczną rozpiętość sieci Ethernet i rekomendacje odnośnie do lokalizacji elementów aktywnych.
Uwagi:
1. Wprowadzenie przełączników (switch) Ethernet znacznie zmieniło zasady projektowania sieci, gdyż domena kolizyjna kończy się właśnie na switchu, co oznacza, że ww. zasada 5-4-3 traktuje port switcha jako urządzenie końcowe. Limity dla sieci przełączanych (switchowanych) są znacznie łagodniejsze i mniej jednoznaczne, gdyż wynikają z pojemności pamięci switcha (ilość pamiętanych adresów MAC) oraz timeoutów określonych w transmitowanych protokołach wyższego rzędu.
2. Innym sposobem pozwalającym na przekroczenie limitów wynikających z 5-4-3 jest użycie routera spinającego dwie sieci, jednakże odbywa się to w wyższej warstwie i jest możliwe dla protokołów rutowalnych (co bywa wadą, ale i zaletą gdyż pozwala na ograniczenie broadcastów).
3. zasada 5-4-3 ma zastosowanie wyłącznie do sieci Ethernet 10Mbps.
Dla sieci FastEthernet i szybszych obowiązują inne zasady: w sieci FastEthernet występują dwie klasy repeaterów. Repeater klasy I może być tylko jeden dla całej domeny kolizyjnej, zaś klasy II mogą być dwa w domenie. Zasady te obowiązują przy maksymalnych długościach kabli i nie dotyczą switchy (bo to nie są repeatery). W przypadku sieci Gigabit Ethernet repeatery w ogóle nie są dopuszczone, w sieci mogą być wyłącznie switche.